# 基什韦伊凯
基什韦伊凯，是匈牙利托尔瑙州所辖的一个村。总面积11.33平方公里，总人口413，人口密度36.5人/平方公里（2011年1月1日）。